# Verwertungsüberschuss
Verwertungsüberschuss, veraltet/österreichische Rechtssprache Hyperocha ist ein Begriff aus der Finanz- und Kreditwelt. Wenn der Wert einer Sicherstellung (z. B. Hypothek oder Forderung) im Verwertungsfalle höher ist als der gewährte Kredit, so hat der Sicherstellungsgeber einen Restanspruch gegenüber dem „Verwerter“ auf die Differenz. Diese Differenz nennt sich Hyperocha. Dieser Begriff findet heute nur noch selten Anwendung und wird im Sprachgebrauch als „Verwertungsüberschuss“ bezeichnet.
Beispiel:
Eine Hypothek über 100.000 Euro wird grundpfandrechtlich abgesichert. Da die Hypothek notleidend wird, beantragt das Kreditinstitut die Zwangsversteigerung. Die Zwangsversteigerung bringt 110.000 Euro als Erlös – der Differenzbetrag von 10.000 Euro – bereinigt um die Kosten des Verfahrens – wird Hyperocha genannt und steht dem Kreditnehmer bzw. Schuldner zu. Zu dem Überschuss kommen noch die bereits getilgten Hypothekenanteile, die der Kreditschuldner durch die Zahlung der laufenden Annuität geleistet und für die er Eigentümergrundschulden gebildet hat.